# Roslawl-Nowosybkower Operation
Die Roslawl-Nowosybkower Operation (russisch: Рославльско-Новозыбковская наступательная операция) vom 30. August bis 12. September 1941 war eine militärische Auseinandersetzung an der Ostfront des Zweiten Weltkrieges. Nördlich davon erfolgte zur gleichen Zeit die erfolgreiche  Jelnja-Offensive der Roten Armee und im Süden wurde von der Wehrmacht die Kesselschlacht von Kiew eingeleitet. Die Gegenoffensive durch Truppen der sowjetischen Brjansker Front im Raum Roslawl und Nowosybkow hielt den Vormarsch der deutschen Panzergruppe 2 nach Süden nicht auf. In Ermangelung an Reserven und Ausrüstung mussten sich die sowjetischen Truppen nach Süden und Südosten zurückziehen.

## Vorgeschichte

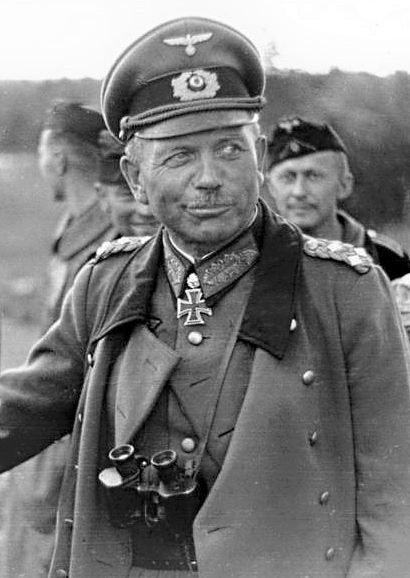
Heinz Guderian an der Ostfront in Russland, Juli 1941

Vom 24. Juli bis zum 5. August 1941 wurden unter Beteiligung der Panzergruppe 2 (Generaloberst Guderian) mehr als 300.000 Angehörige der Roten Armee im Kessel von Smolensk eingeschlossen. Am 3. August nahmen die 4. Panzer-Division und Einheiten des IX. Armeekorps Roslawl, am 12. August begann die Offensive der deutschen 2. Armee (Generaloberst von Weichs) in Richtung Gomel.
Nach dem Scheitern der Rogatschew-Schlobiner Operation der sowjetischen 21. Armee wurde das weit nach Westen vorgestoßene 63. Schützenkorps (Generalleutnant L. G. Petrowski) abgeschnitten und zerschlagen. Im Zuge der weiteren Offensive fiel Gomel am 19. August in deutsche Hände, das Armeeoberkommando 2 meldete nach einwöchigem Kampf die Einbringung von 78.000 Gefangenen und Zerstörung von 144 Panzern und etwa 700 Kanonen. Die sowjetischen Truppen zogen sich nach Süden und Südosten zurück. Die Verteidigung der sowjetischen Zentralfront war durchbrochen, die Position der am linken Flügel eingesetzten 3. Armee wurde kritisch, nachdem sie am 22. August die Stellungen im Raum Mosyr aufgeben musste.
Um die Region Brjansk zu schützen, wurde auf Befehl der Stawka am 16. August an der Naht zwischen der Reserve- und Zentralfront die Brjansker Front geschaffen. Nach der Niederlage im Raum Gomel übernahm diese Front (von Nord nach Süd 50., 3., und 13. Armee) unter Generaloberst A. I. Jeremenko die Verteidigung zwischen der Reservefront (am 28. August aufgelöst) und der Südwestfront. Zur gleichen Zeit wurde die 21. Armee im Raum westlich von Nowgorod-Sewerski abgeschnitten und fast 20 Kilometer nach Süden abgedrängt.

### Vormarsch der Panzergruppe 2
Generaloberst Guderian wurde am 23. August ins Führerhauptquartier nach Rastenburg befohlen und erhielt von Hitler den Befehl seine Panzergruppe nach Süden umzugruppieren, weil das OKH die Beteiligung der Heeresgruppe Mitte an der Einschließung der sowjetischen Südwestfront im Raum Kiew wünschte. Dem XXIV. und XXXXVII. Armeekorps (mot.)  wurde an der Seite der 2. Armee die neue Stoßrichtung nach Süden zugewiesen. Das motorisierte Korps des Generals Lemelsen leitete mit der 17. und 18. Panzerdivision den Angriff zwischen den Flüssen Desna und Sudost ein, wo das sowjetische 45. Schützenkorps voran mit der 155. Schützendivision (Oberst P. A. Alexandrow) verteidigte. Die Truppen des motorisierten XXIV. Korps (3., 4. Panzerdivision, motorisierte 10. Infanteriedivision) führte den Angriff in Richtung auf Nowgorod-Sewerski, Woroschba und zum Snob nach Trubtschewsk durch.
Die am 25. August eröffnete neue Offensive des rechten Flügels der 4. Armee (XII. A.K.) und der Panzergruppe 2 nach Süden kam rasch in Gang, nachdem das motorisierte XXIV. Armeekorps in Nowgorod-Sewerski eine unversehrte Desna-Brücke gewonnen hatte und von dort bis Sirogowka und zwischen Cholmy – Awdejewka südliche Brückenköpfe gebildet wurden. Ab 26. August begleiteten die rechts davon vorrückenden Divisionen der 2. Armee den Angriff in Richtung auf Starodub und Konotop. Da jedoch besonders der Brückenkopf bei Korop sofort von der sowjetischen 21. Armee angegriffen wurde und auch die mit 7 Divisionen angetretene 2. Armee nur schwer vorankam, verzögerte sich der Vormarsch wieder. Am 24. August war die Auflösung der Zentralfront erfolgt, ihre Truppen unter die Brjansker Front, die 3. und 21. Armee wurden dabei wegen ihrer Verluste zusammengefasst. Den Oberbefehl der Brjansker Front hatte wegen besserer Koordination mit der Westfront Generalleutnant Jerjomenko erhalten.
Am 28. August rückten die 17. und 18. Panzerdivision weiter südlich vor, die Vorhuten standen nördlich von Potschep und bei Mostochnaja, die Südflanke bei Pogar und Trubtschewsk, ein ablenkender Angriff wurde über Vitemlja in Richtung Snob angesetzt. Gleichzeitig durchbrach das XXIV. Armeekorps (mot.) die sowjetische Verteidigung und entwickelte ihre Offensive zwischen Nowgorod-Sewerski und Woroschba. Aufgabe der sowjetischen 13. Armee war es mit dem 45. Schützenkorps (269., 282. und 155. Schützendivision) die Linie Potschep, Kozoresowka, Rogowo, Baklan, Posuditschi, Pogar bis in den Raum 40 km nordwestlich von Trubtschewsk zu halten. Am 29. August überquerte die deutsche 4. Panzerdivision die Desna, die motorisierte 10. Division wurde noch am gegenüberliegenden Ufer bei Obdolonje festgehalten. Gegenüber der rechten Seite der Panzergruppe 2 verteidigte die sowjetische 50. Armee an der Linie Schukowka, Schirjatino und weiter südlich bis Potschep. Auf der linken Seite gegenüber kämpfte die sowjetische 21. Armee an der Linie von Luschki, Lobanowka, Samyschewo und vor Nowosybkow.

### Wehrmacht
4. Armee (rechter Flügel)
VII. Armeekorps, General der Artillerie Wilhelm Fahrmbacher
- 7. Infanterie-Division, Generalmajor Eccard von Gablenz
- 267. Infanterie-Division, Generalleutnant Friedrich Karl von Wachter
- 23. Infanterie-Division, Generalleutnant Heinz Hellmich
- 197. Infanterie-Division, Generalleutnant Hermann Meyer-Rabingen

XII. Armeekorps, General der Infanterie Walter Schroth
- 258. Infanterie-Division, Generalleutnant Waldemar Henrici
- 34. Infanterie-Division, Generalleutnant Hans Behlendorff
- 31. Infanterie-Division, Generalmajor Gerhard Berthold
- 167. Infanterie-Division, Generalleutnant Hans Schönhärl

Panzergruppe 2
XXXXVII. Armeekorps (mot.), General der Panzertruppe Joachim Lemelsen
- 17. Panzer-Division, Generalmajor Karl Ritter von Weber
- 18. Panzer-Division, Generalmajor Walther Nehring
- 29. motorisierte Infanterie-Division, Generalmajor Walter von Boltenstern

XXIV. Armeekorps (mot.), General der Panzertruppe Leo Geyr von Schweppenburg
- 3. Panzerdivision, Generalleutnant Walter Model
- 4. Panzer-Division, Generalmajor Willibald von Langermann
- 10. motorisierte Infanterie-Division, Generalleutnant Friedrich-Wilhelm von Loeper

In Zuführung (Anfang September):
- Division Großdeutschland, Oberst Walter Hörnlein
- SS-Division Das Reich, SS-Gruppenführer Paul Hausser

2. Armee (rechter Flügel)
Höheres Kommando XXXV, General der Artillerie Rudolf Kämpfe
- 252. Infanterie-Division, Generalleutnant Diether von Boehm-Bezing
- 1. Kavallerie-Division, Generalleutnant Kurt Feldt
- 45. Infanterie-Division, Generalleutnant Fritz Schlieper

XXXXIII. Armeekorps, General der Infanterie Gotthard Heinrici
- 112. Infanterie-Division, Generalleutnant Friedrich Mieth
- 293. Infanterie-Division, Generalleutnant Justin von Obernitz

XIII. Armeekorps, General der Infanterie Hans-Gustav Felber
- 131. Infanterie-Division, Generalmajor Heinrich Meyer-Bürdorf
- 260. Infanterie-Division, Generalleutnant Hans Schmidt
- 134. Infanterie-Division, Generalleutnant Konrad von Cochenhausen

### Angriffsplanung Jeremenkos

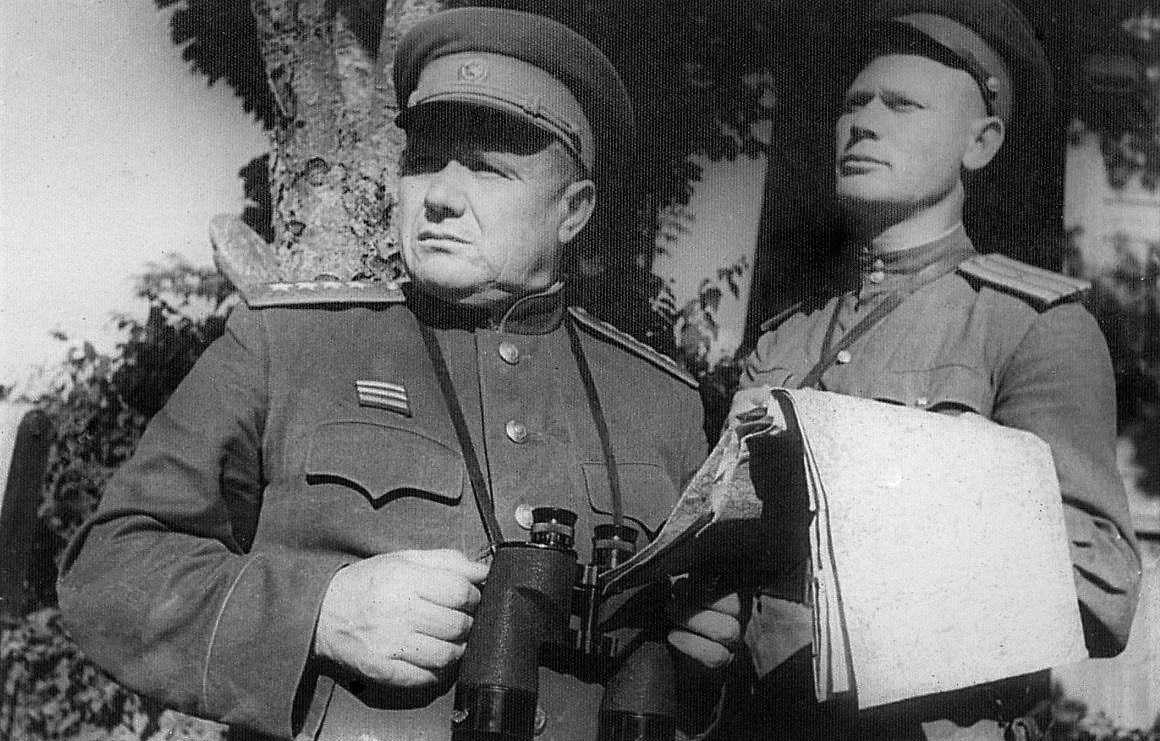
Andrei Jeremenko

Auf Befehl der Stawka hatte die Brjansker Front am 30. August die Gegenoffensive im Raum Trubtschewsk und Pogar gegen den deutsche Panzervorstoß zu starten. Gemäß dem Plan des Oberkommandos sollten gleichzeitig die Angriffe der 50. Armee nach Westen und der 13. Armee nach Nordwesten erfolgen. Ziel der Operation war es, die Panzergruppe 2 auf die Linie Potschep, Nowgorod-Sewerski, Nowosybkow zurückwerfen. In der ersten Phase sollte die Linie Petrowitschi, Klimowitschi, Belaja Dubrava, Guta-Koretskaja, Nowosybkow überschritten und in der zweiten Phase bis zum 15. September die Linie Kritschew, Slawgorod (Propoisk) erreicht werden. Entgegen der dringenden Auffassung des Kommandanten der 13. Armee, der seine Truppen schon auf das östliche Ufer des Flusses Desna zurückführen wollte, um dort eine nachhaltige Verteidigung zu schaffen, sollten die bedrängten Formationen (282., 307., 269. und 155. Schützendivision) einen Gegenangriff in Richtung Starodub starten. Um dies zu ermöglichen, wurde am 29. August aus den mobilen Teilen der 3. Armee die Operative Gruppe Jermakow an der rechten Flanke der 13. Armee gebildet. Generalleutnant A. N. Jermakow verfügte über die 108. Panzerdivision, die 141. Panzerbrigade und die 4. Kavalleriedivision. Die 13. Armee hatte den Vorstoß mit der 155., 307. und 6. Schützen-Division in Richtung Nowgorod-Sewerski zu unterstützen. Dadurch sollte der weitere Rückzug über die Desna verhindert werden und das bedrohte Trubtschewk weiterhin unter Kontrolle der Roten Armee verbleiben.
In Erweiterung der nördlicher gestarteten Jelnja-Offensive hatte der rechte Flügel der 43. Armee mit allen verfügbaren mobilen Kräften (109. Panzer- und 106. und 303. Schützen-Division) die Desna zu überwinden und die 24. Armee (General Rakutin) bei der Rückeroberung des Frontbogens zu unterstützen. Am nördlichen Abschnitt der Brjansker Front war eine Interaktion mit der 43. Armee der Reservefront vorgesehen. Gegenüber der Front der 43. Armee verteidigte das deutsche VII. Armeekorps (267., 23. und 197. Infanterie-Division). Den Hauptstoß über Schukowka und Dubrowka zur Rückeroberung von Roslawl wurde der 50. Armee mit der 279., 273. und 290. Schützen- und der 121. Panzer-Division zugewiesen. Zusammen mit der 43. Armee wollte man die deutschen Linien bei Rekowitschi und Leljatino durchbrechen. Die nach Süden gewandte Front der deutschen Panzergruppe 2 wurde am linken Flügel durch das XII. Armeekorps (258., 34. und 31. Infanterie-Division) gedeckt und erwartete Verstärkungen durch das aus der Frontreserve über Roslawl nachgeschobene LIII. Armeekorps. Die mobile Gruppe der 108. Panzerdivision wurde am 29. August im Raum Werschany und Orechhowskie konzentriert. Etwa 30 km südlicher wurde die 13. Armee auf 40 Kilometer Breite zwischen Pogar und Nowgorod-Sewerski mit 3 Schützendivisionen (155., 307. und 6.) und die 50. Panzerdivision (verfügte über keine Panzer) angreifen. Die 13. Armee kämpfte mit Unterstützung der mobilen Gruppe Jermakow, welche über Schishkin und Judinowo in Richtung Westen an der Dörferlinie Semtsy, Krasnaja Sloboda, Semjatschki, Sosnowka, Snob-Trubtschewsk bis Nowy Wasiljewsk angreifen sollte. Der Durchbruch war im Raum km südlich von Pogar an der Naht zur 13. Armee geplant, danach sollte sich die Offensive weiter in südwestliche Richtung nach Nowosybkow entwickeln. Der Angriff der 3. Armee mit der 269. und 282. Schützendivision sollte aus der Linie Trubtschewsk – Starodub auf Potschep erfolgen. Bis zum 15. September sollten die Angriffstruppen in die Linie Petrowitschi – Klimowitschi – Nowosybkow erreicht haben. Im Süden befand sich derweil die sowjetische 21. Armee am Desna-Abschnitt in schweren Abwehrkämpfen. Jeremenko hoffte zudem, dass die bei de Südwestfront neu formierte 40. Armee (135. und 293. Schützendivision, das 2. Luftlandekorps, die 10. Panzerdivision) einen Schlag nach Norden auf Korop zur Desna führen könnte, um den Erhalt von Tschernigow zu sichern, wo die 5. Armee hart bedrängt wurde. Die Luftunterstützung für die Gegenoffensive wurde dem Leiter der Hauptverwaltung des stellvertretenden Kommandanten der Luftwaffe, Generalmajor I. F. Petrow anvertraut. Im Raum Brjansk wurden etwa 450 Flugzeuge gegen die deutsche Panzergruppe 2 zusammengezogen. In der Nacht von 29. bis 30. August sollten schwere Bomber TB-3 in vier Wellen mit 650 Einsätzen die gegnerische Etappe bei Mglin und Unetscha, sowie die Zugänge nach Starodub und Potschep bombardieren.

### Rote Armee
Brjansker Front
- Oberbefehlshaber: Generaloberst Andrei Iwanowitsch Jeremenko
- Kriegsrat: Divisionskommissar P. I. Mazepow
- Stabschef: Generalmajor G. F. Sacharow

43. Armee – Generalmajor Dmitri Michailowitsch Selesnjow
- 38. Schützen-Division, Oberst Maxsim Gawrilowitsch Kirillow
- 53. Schützen-Division, Oberst Filipp Petrowitsch Konowalow
- 145. Schützen-Division, Kombrig. Alexander Alexejewitsch Wolschin
- 149. Schützen-Division, Generalmajor Fedor Dmitrijewitsch Sacharow
- 211. Schützen-Division, Oberst Matwej Stepanowitsch Batrakow
- 222. Schützen-Division, Oberst Fedor Alexsandrowitsch Bobrow
- 303. Schützen-Division, Oberst Nikolai Pawlowitsch Rudnjew
- 104. Panzerdivision, Oberst Wassili Gerasimow Burkow
- 109. Panzerdivision, Oberst Semen Pankratowitsch Tschernobai

50. Armee – Generalmajor Michail Petrowitsch Petrow
- 217. Schützen-Division, Oberst Wladimir Petrowitsch Schlegel
- 278. Schützen-Division, Oberst Wassili Iwanowitsch Meleschko
- 279. Schützen-Division, Oberst Pawel Grigorjewitsch Scheludbko
- 258. Schützen-Division, Kom. Brig. Kusma Petrowitsch Trubnikow
- 290. Schützen-Division, Oberst Nikolai Wassiljewitsch Rjukin
- 260. Schützen-Division, Oberst Wasilli Danilowitsch Chochlow
- 280. Schützendivision, Generalmajor Sergei Jewlampjewitsch Danilow
- 299. Schützen-Division, Oberst Iwan Fedotowitsch Seregin
- 55. Kavallerie-Division, Generalmajor K. G. Kalmjukow
- 29. Schützen-Regiment (38. Schützendivision)

Operative Gruppe Jermakow – Generalmajor Arkadi Nikolajewitsch Jermakow
- 4. Kavalleriedivision, Oberst Michail Semenowitsch Schishkin
- 108. Panzerdivision, Oberst Sergei Alexejewitsch Iwanow (am 2. Dezember in die 108. Panzerbrigade umgewandelt)
- 141. Panzerbrigade (ehemalige 110. Panzerdivision) – Oberst Pjotr Tschernow
- 282. Schützen-Division, Oberst Michail Wassiljewitsch Gratschew

Operative Gruppe Akimenko
- 127. Schützendivision, Generalmajor Adrian Sacharowitsch Akimenko
- 160. Schützen-Division, Generalmajor Iwan Michailowitsch Skugarew

13. Armee – Generalmajor Avksenti Michailowitsch Gorodnjanski
45. Schützenkorps, Generalmajor Jerman Jakowljewitsch Magon
- 6. Schützen-Division, Oberst Michail Danilowitsch Gritschin
- 155. Schützen-Division, Kom.Brig. Pjotr Alexejewitsch Alexandrow
- 307. Schützen-Division, Oberst Wassili Grigorjewitsch Terentjew
- 121. Schützen-Division, Kom.Brig. Pjotr Maxsimowitsch Zjukow
- 132. Schützendivision, Generalmajor Sergei Semjonowitsch Birjusow
- 143. Schützendivision, Generalmajor Georgi Alexsejewitsch Kurnosow

4. Luftlandekorps, Generalmajor Alexei Semjonowitsch Schadow
- 7. Luftlandebrigade,
- 8. Luftlandebrigade,
- 214. Luftlandebrigade,
- 52. Kavallerie-Division, Oberst Nikolai Petrowitsch Jakunin
- 50. Panzerdivision, Oberst B. S. Bacharow, am 17. September zur 150. Panzerbrigade umgebildet
- 43. separates Panzerbataillon

3. Armee – Generalmajor Jakow Grigorjewitsch Kreiser
- 137. Schützen-Division, Oberst Iwan Tichonowitsch Grischin
- 148. Schützendivision, Oberst Filipp Michailowitsch Tscherokmanow
- 269. Schützen-Division, Oberst Nikolai Fedorowitsch Garnitsch
- 283. Schützen-Division, Oberst Alexander Nikolajewitsch Netschajew
- 113. separates Panzerbataillon
- 21. Gebirgs-Division, Oberst Pjotr Wissarionowitsch Gnedin
- 121. Panzerbrigade, Oberst Nikolai Nikolajewitsch Radkewitsch
- 150. Panzerbrigade, Oberst Boris Sergejewitsch Bacharow

21. Armee – Generalleutnant Wassili Iwanowitsch Kusnezow
28. Schützenkorps, Generalmajor Wassili Stepanowitsch Popow
- 117. Schützendivision, Oberst Matwej Fedorowitsch Starostin
- 187. Schützen-Division, Oberst Iwan Iwanowitsch Iwanow
- 219. Schützen-Division, Generalmajor Pawel Petrowitsch Korsyn

66. Schützenkorps, Generalmajor Fjodor Dmitrijewitsch Rubtzow
- 55. Schützendivision, Oberst Gework Andrejewitsch Ter-Gasparjan
- 75. Schützendivision, Oberst Sergei Filippowitsch Liwowarow
- 232. Schützendivision, Generalmajor Semen Iwanowitsch Nedwigin
- 266. Schützen-Division, Oberst Iwan Dmitrijewitsch Drjachlow

67. Schützenkorps, Oberst Filipp Fedosjewitsch Schmatschenko
- 24. Schützen-Division, Generalleutnant Kusma Nikitowitsch Galizki
- 42. Schützen-Division, Oberst Michail Danilowitsch Grischin
- 277. Schützen-Division, Kombrig. Michail Afanasjewitsch Romanow

Reserve-Truppen
- 102. Schützen-Division, Oberst Spiridon Sergejewitsch Tschernjugow
- 151. Schützendivision, Generalmajor Wassili Iwanowitsch Neretin
- 154. Schützendivision, Oberst Jakow Stepanowitsch Fokanow
- 287. Schützen-Division, Oberst I. J. Jeremin
- 298. Schützen-Division, Oberst Michail Jeweljanowitsch Jerochin (in Aufstellung)
- 32. Kavallerie-Division, Oberst Alexei Prokofjewitsch Moskalenko
- 43. Kavallerie-Division, Kom.Brig. I. K. Kusmin
- 47. Kavallerie-Division, Generalmajor A. N. Sidelnikow
- 18. Unabhängige Panzerregiment

## Verlauf

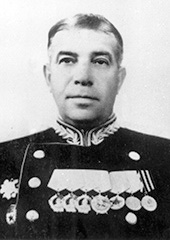
Arkadi Nikolajewitsch Jermakow

### Erste Phase
Das Oberkommando der Brjansker Front gab den Befehl zum Angriff in Richtung Roslawl mit dem Auftrag die gegnerische Front zwischen Schukowo und Zubrowka einzurennen und den Gegner gleichzeitig nach Südwesten in Richtung Starodub und auf Nowgorod-Sewerski zurückzudrängen. Die mobilen Gruppen der 13. und 21. Armee sollten in der Region Starodub konzentriert werden, Hauptziel war es, den Durchbruch der deutschen Panzergruppe 2 nach Süden aufzuhalten. Die 50. Armee des Generalmajor Petrow sollte von der Mündung der Flüsse Seschcha und Glinka auf breiter Front mit der 279., 278., 299., 290. Schützendivision, der 121. Panzerbrigade und zwei Artillerie-Regimentern der Stawka-Reserve in Richtung Roslawl vorrücken, die 13. Armee hatte die Linie Pogar – Gremjatsch – Puschkar mit der 6., 155., 307. Schützen-, 147. Panzer und 50. Panzer (ohne Panzer) zu überschreiten um auf Karpowitsch – Gorodnja durchzudringen.
Am 30. August begann im Raum westlich von Trubtschewsk eine Panzerschlacht, an der etwa 300 Panzer teilnahmen. Bei diesen Kämpfen wurde die Gruppe Jermakow in schwere Kämpfe verwickelt. Sowjetische Panzer drangen tief in die gegnerische Front ein, wobei die Kämpfe häufig mit umgekehrter Front abliefen. Mit Luftunterstützung konnte die 143. Schützendivision in Starodub eindringen und bei der Stadt ein Sprungbrett an der Westküste der Desna bilden. Die 282. Schützendivision der 13. Armee wurde von der 18. Panzerdivision in den Raum nördlich von Trubtschewsk zurückgeworfen. Die durch die deutschen Linien eingesickerte 108. Panzerdivision wurde bald selber umzingelt und musste sich rundum verteidigen. Die 280. und 269. Schützendivision, die in der Gegend östlich und nordöstlich von Potschep angriffen, wurden von der deutschen 18. Panzerdivision und Teilen der 167. Infanterie-Division abgewiesen. Gleichzeitig versuchten die Stoßgruppen der sowjetischen 50. Armee in Richtung Roslawl vorzugehen, wurde jedoch von der deutschen 31. und 34. Infanterie-Division gestoppt. Die 279. Schützendivision führte ihren Angriff nach dem Artilleriefeuer in Richtung Wjasowsk und besetzte bis zum Abend die Dörferlinie Aleschnja, Ljubimowka, Sloboda Gljstowka.
Am 31. August wurde die deutsche 4. Panzer-Division nach der Sicherung des Desna-Brückenkopfes nach Süden nachgezogen. Die 13. Armee kämpfte mit dem 45. Schützenkorps (50. Panzer- und 132. Schützendivision) im Raum 15 km südlich von Trubtschewsk und 10 km nördlich von Nowgorod-Severski, während die 3. und 4. Panzerdivision zwischen Schostka und Nowgorod-Sewerski gestoppt werden konnte. Die 3. Panzer-Division überschritt den Fluss Sudost und strebte weiter nach Süden zum Sejm. Zur gleichen Zeit rang die mobile Gruppe Jermakow (108. Panzerdivision und 141. Panzerbrigade) mit Einheiten der deutschen 17. Panzerdivision und erlitt schwere Verluste durch Einsätze der deutschen Luftwaffe. Auch die im zweiten Treffen stehende 4. Kavalleriedivision hatte im Raum nördlich von Trubtschewsk schwere Einbussen. Die fortgeschrittenen sowjetischen Einheiten kämpften im Raum Raigorod und im Raum 30 km südwestlich Schostka. Die 132. Schützendivision wurde als Verstärkung herangeführt, um die im Kampf stehenden Schützendivisionen 155., 269., 282., 307. und 4. Kavalleriedivision zu verstärken.
Die 4. Luftlande-Brigade des 2. Luftlandekorps, sowie das verstärkte 19. Panzerregiment der sowjetischen 10. Panzerdivision griffen bei Altjnowki 20 km südöstlich von Korop an. Im Süden bei Korop konnte die 40. Armee den Ansturm des XXIV. Motorisierten Korps südlich der Desna nicht standhalten. Die deutsche 10. motorisierte Division wurde beim Vorgehen auf Konotop frontal angegriffen und zusätzlich an der rechten Flanke durch die sowjetische 32. und 47 Kavallerie-Division attackiert. Die sowjetische 21. Armee versuchte eine Verbindung mit der 13. Armee herzustellen, aber aufgrund vorheriger Verluste konnte nur die 32., 43., 47. Kavalleriedivision unterstützen. Der Fortschritt der sowjetischen Waffen blieb aber unbedeutend, eine Reihe von Dörfern wurde kurzfristig befreit, aber die Frontlücke im Süden erweiterte sich in dieser Zeit weiter auf 60 Kilometer Breite.
Nach Beendigung der Kämpfe von Trubtschewsk (6. September) zählte die 108. Panzerdivision unter Oberst S. A. Iwanow nur noch 1.200 Mann, 17 Panzer und 11 Kanonen. Fünf Tage lang versuchten die sowjetischen Einheiten aus dem Kessel bei Trubtschewsk auszubrechen, die Division verlor dabei etwa 500 Tote und Verwundete, 53 Panzer, 10 Panzerwagen, 30 Kanonen, die angrenzende 141. Panzerbrigade verlor 24 Panzer und 80 Tote und Verwundete. Die Führung der Brjansk-Front gab die deutschen Verluste mit 4000 Mann, etwa 140 Kraftfahrzeuge, 15 Panzer und 45 Kanonen an, die eigenen Verluste wurden heruntergespielt: Tote und Verletzte – 500 Mann, 53 Panzer bei der 108. Panzerdivision und die 141 Panzerbrigade verlor 24 Panzer.
Die sowjetischen Luftoperationen wurde vom 28. August – 5. September durch die Fliegerverbände der Brjansker Front unter Generalmajor F. P. Polynin mit Unterstützung der 1. Reserve-Fliegerkorps unter Oberst M. K. Trifonow durchgeführt. Der Stellvertretender Befehlshaber der Luftwaffe der Roten Armee, Generalmajor I. Petrow führte mit 464 Kampfflugzeugen mehr als 4.000 Einsätze durch. Sowjetische Schlachtflieger führten massive Angriffe gegen deutsche Panzer und motorisierte Kolonnen im Raum Nowgorod-Sewersk, Starodub und Unetscha durch. Generalmajor G. F. Sacharow berichtete, dass etwa 200 Autos, 20 gepanzerte Fahrzeuge, 1 Treibstofflager und 55 deutsche Flugzeuge zerstört wurden; die sowjetische Verluste betrugen dabei 42 Flugzeuge. Wesentliche Erfolge konnten nicht erzielt werden, da die Aktionen der Luftfahrt schlecht mit dem Bodenkommando abgestimmt waren und es nicht möglich war, die Luftherrschaft zu erringen.

### Zweite Phase
Auf Drängen Guderians beim OKW hatte seine Panzergruppe endlich die nötigen Verstärkungen erhalten. Die 1. Kavallerie-Division kam von der 2. Armee nach Pogar zurück, aus den Raum Jelnja wurde die SS-Division Das Reich und das Regiment Großdeutschland zugeführt. In der Nacht zum 2. September überquerte die deutsche motorisierte 29. Infanterie-Division die Desna bei der Eisenbahnbrücke von Gremjatsch und bildete gegenüber der sowjetischen 282. Schützendivision nordwestlich des dortigen Bahnhofs einen weiteren Brückenkopf. Die 40. Armee war im Kampf im Raum von Korop durch Sicherung der eigenen rechten Flanke in Richtung Gluchow beschäftigt. Die 293. Schützendivision musste sich an der rechten Flanke nach Süden zurückziehen und wurde am Rand des Gehölzes von Dubowytschi und am linken Ufer der Desna in Verteidigung gedrängt. Gleichzeitig gingen zwei Schützen-Regimenter der 279. Schützendivision über die Desna und besetzten das Dorf Djewotschkino. Der deutsche Vorstoß drang am rechten Flügel der 21. Armee durch, im Raum Tschernigow gegenüber der deutsche 2. Armee erfolgte der Rückzug der übrigen Kräfte in Richtung Süden auf Kiew. Teile der sowjetischen 3. und 13. Armee führten vergebliche Bewegungen zur Unterstützung der Gruppe Jermakow bei den Siedlungen Krasnaja Sloboda und Nowy Wassilewski. Die 260. und 269. Schützen-Division operierten gegen Semjachki und Sosnowka. Das am rechten Flügel stehende 45. Schützenkorps verteidigte die Desna bei Rogowka im Raum 15 km südwestlich von Trubtschewsk. Die 40. Armee blieb mit Masse weiterhin 40 km südöstlich von Korop konzentriert. Die Hauptkräfte der 135. Schützen-Division sowie die Brigaden der 2. Luftlandekorps blieben gegenüber der motorisierten 29. Division konzentriert und griffen die südlichen und östlichen Zugänge nach Korop aus mehreren Richtungen an.
Am 2. September begann die deutsche Gegenoffensive der Division Das Reich gegen den linken Flügel der Brjansker Front, dadurch geriet die sowjetische 21. Armee in eine gefährliche Situation. Die deutsche 3. Panzer-Division kämpfte bei Karjlskoje (6 km südlich von Korop) und die 4. Panzer-Division im Süden bei Atjusha. Das 2. Luftlandekorps lag bei Tsarewka mit zwei Regimentern im Kampf mit der deutschen motorisierten 10. Infanterie-Division. Während der Kämpfe im Raum Atjusha konnte die 4. Brigade des 2. Luftlande-Korps den Raum 15–16 km südlich von Korop zu erreichen. Das Schützen-Regiment 791 der 135. Schützendivision nahm den Ort Suchachi und drang 3 Kilometer nach Rybotin heran. Die restlichen Teile der 135. Schützen-Division verteidigen den Verlauf der Desna bis zur Mündung der Volowitsa.
Am 3. September ergriffen zwei Regimenter der deutschen 29. Infanterie-Division (mot.) mit Unterstützung von Panzern an. Einheiten der 279. Schützen-Division wurden bei Golubei und Berestka geschlagen. Die Truppen der sowjetischen 3. Armee gelang es trotz der Schläge der deutschen Luftwaffe das Dorf Sloboda Popsujewa zu besetzen, die 280. Schützen-Division drang in die Siedlung Murawku ein. Am 4. September kapitulierten die Überreste der 108. Panzerdivision – 17 Panzer, 11 Kanonen und 1100 Soldaten. Am Abend desselben Tages setzte die 279. Schützendivision ihre Angriffe fort und konnte Nowaja Salin einnehmen. Die Angriffe der sowjetischen 121. Panzerbrigade wurden mit Unterstützung der Artillerie abgeschlagen, wobei 15 Panzer zerstört wurden. Deutsche Schlachtflugzeuge griffen in dieser Zeit siebenmal die Stellungen der 299. Schützendivision an. Vom 5. bis 7. September führte die 279. Schützendivision erfolglose Versuche um Rykowitschi zu besetzen. Die 137. und 282. Schützendivision traten gegen Mostochna zum Angriff an und die 4. Kavalleriedivision operierte unterstützend von Radinskaja aus. Infolge der Herrschaft der deutschen Luft- und Artillerie-Waffen mussten die noch eingeschlossenen Teile der sowjetischen Truppen kapitulieren.
Ab dem 7. September musste die sowjetische 3. Armee in die Verteidigung übergehen und ermöglichte den deutsche Truppen an der Desna, ausgenommen die Stellungen vor Nowgorod-Sewerski, die nötige Umgruppierungen vorzunehmen. Die nach Süden abgedrängte 21. Armee wurde dem Befehlshaber der Truppen der Südwestfront unterstellt. Die Aussetzung der Offensive der sowjetischen 3. Armee bot Guderian am 7. September die Möglichkeit die freigewordene Reserve der 17. Panzer- und motorisierte 29. Division gegen die 13. und 40. Armee einzusetzen. Am 8. September starteten Einheiten der deutschen 17. Panzerdivision Angriffe gegen die bei Schostka verschanzte 141. sowjetische Panzerbrigade. Acht Tage lang wurde in der Nähe der Station Schukowka auf der Autobahn Brjansk-Roslawl gekämpft, wobei die 299. Schützendivision schwere Verluste erlitt. Bis zum 12. September verlor diese etwa 500 Tote, 1500 Verwundete und 4000 Vermisste. Nach Einschätzung des Kommandos der Brjansk-Front wurden auf deutscher Seite dagegen bis zum 8. September mindestens 4000 Mann getötet und bis zu 115 Panzer, 45 Kanonen sowie 140 verschiedene Fahrzeuge zerstört.
Am 12. September brachen deutsche Truppen in der Nähe der Schatraschi durch die Linien der 143. Schützendivision durch und bedrohten dann die rechte Flanke der 132. Schützendivision. Zur gleichen Zeit hatte die 21. Armee die neugebildete 298. Schützendivision (Oberst M. Jerochin) und 141. Panzerbrigade (Oberst P. G. Tschernow) mit wenigen Panzern als Verstärkung erhalten. Die Führung der 21. Armee wurde vom Hauptquartier angewiesen, bei Schostka mit Hilfe neu eingetroffener Verstärkungen anzugreifen. General A. M. Gorodnajnski musste aber bereits den linken Flügel der 13. Armee jenseits des Flusses Bichiha auf die Strecke Glasowo – Tschutir-Michailowski zurückzunehmen. Am Morgen des 14. September, nach einem Artillerieschlag der 21. Armee, starteten die sowjetischen Truppen ihren letzten Angriff, während gleichzeitig auch die deutsche 29. motorisierte- und die 293. Infanterie-Division bei Impil angriffen. Die 132. Schützendivision eroberte noch einiges Gelände, die Formationen der 298. Schützendivision waren aber nicht mehr erfolgreich. Am 15. September wurde den Truppen der Brjansker Front befohlen bis zur Mündung des Flusses Sosch zurückzugehen und wieder in die Defensive überzugehen.

## Verluste
Nach sowjetischen Angaben betrugen die Verluste der Roten Armee 3870 Soldaten, 11.460 Verwundete, 14.900 Gefangene, 134 Panzer, 59 Flugzeuge und 31 Geschütze. Beispielhaft für die Verluste könnte folgende Beispiele sein: die sowjetische 279. Schützen-Division war bei der Offensive nur etwa 7–10 Kilometer vorgerückt und hatte dabei 3040 Mann verloren. Am Schluss der Operation zählten die Regimenter der 299. Schützendivision nur noch 250–300 Soldaten. Während der Operation wurde die Frontlücke zwischen der Brjansker Front und der Südwestfront auf 60 Kilometer erweitert, wo jetzt die deutsche Panzergruppe 2 durchstieß, um die Voraussetzungen für die folgende Kesselschlacht von Kiew zu schaffen.